# SS Cygni
Désignations

Comparaison de SS Cygni en éruption et en phase calme.

SS Cygni est une étoile variable de la constellation boréale du Cygne. Elle est le prototype de la sous-classe de novas naines qui présentent seulement des éruptions normales. Elle passe typiquement de la 12e magnitude à la 8e magnitude pendant 1–2 jours tous les 7 ou 8 semaines. La déclinaison assez boréale de SS Cygni (environ 44° N) rend l'étoile presque circumpolaire sous les latitudes européennes et nord-américaines, permettant à une grande partie des astronomes amateurs du monde entier d'observer son comportement. De plus, puisque l'étoile se situe devant le riche arrière-plan de la bande de la Voie lactée, le champ de vue du télescope autour de SS Cygni contient un grand nombre d'étoiles utiles pour comparer sa luminosité.
SS Cygni, comme toutes les autres variables cataclysmiques est constituée d'un système binaire serré. Une des composantes est une étoile naine rouge, plus froide que le Soleil, tandis que l'autre est une naine blanche. Les études suggèrent que les étoiles du système SS Cygni sont séparées (de surface à surface) par « seulement » 160 000 km ou moins. Les deux étoiles sont si proches qu'elles accomplissent leur révolution orbitale en un peu plus de 6 heures et demie. L'inclinaison du système a été calculée valoir entre 45 et 56 degrés, fournissant des masses de 0,81 M☉ pour la primaire naine blanche et de 0,55 M☉ pour la secondaire naine rouge.
Astronomiquement parlant, SS Cygni est également relativement proche de la Terre. Estimée initialement entre 90 et 100 années-lumière, sa distance fut révisée en 1952 à environ 400 années-lumière. En 2007, les données de Hubble fournirent une distance d'environ 540 années-lumière, bien que cette valeur causa des difficultés avec la théorie des novas naines ; ceci fut vérifié durant 2010—2012 par radio-astrométrie avec le VLBI, ce qui fournit une distance plus faible de 114 ± 2 parsecs (372 ± 6,5 al). Cette valeur est en bien meilleur accord avec l'ancienne valeur (≈ 400 années-lumière) et elle supprime complètement les difficultés dans la théorie des novas naines que provoquait la plus distance plus grande fournie par Hubble. Le satellite Gaia a mesuré une parallaxe annuelle de 8,72 ± 0,05 mas pour le couple, ce qui correspond à une distance tout à fait similaire d'environ 115 pc (∼375 al).